# 屍變 (2013年電影)
《屍變》（英語：Evil Dead）是2013年上映的美國奇幻恐怖電影，由烏拉圭导演費德·阿瓦雷茲執導，珍·莉薇及希洛·費爾南德茲主演。本片改編自同名電影——1981年上映山姆·雷米的成名作品。

## 劇情
有毒癮問題的蜜雅與哥哥及親友們一塊到郊區小木屋度假，而他們意外在屋內的地窖中發現了一本名為「死亡之書」的神祕書籍！不料，卻喚醒了附近樹林的妖魔鬼怪，這群人慘遭惡魔附身展開血腥大屠殺，最後倖存的一人，能否順利逃出且活著離開？

## 演員
- 珍·莉薇 飾演 蜜雅·艾倫（Mia Allen）
- 希洛·費爾南德茲 飾演 大衛·艾倫(David Allen)
- 潔西卡·盧卡斯 飾演 奧莉薇亞(Olivia)
- 盧·泰勒·普奇 飾演 艾力克(Eric)
- 伊莉莎白·班克默 飾演 娜塔莉(Natalie)
- 布魯斯·坎貝爾 飾演 艾許·威廉斯(Ash Williams)（客串）

## 评价
影片收获了许多影评人的好评。

## 票房
美国首周末收获2600万美圆名列第一位。
| 上一届： 《特種部隊2：正面對決》 | 2013年美國週末票房冠軍 第15周 | 下一届： 《42》 |

## 外部連結
- 官方网站
- 互联网电影数据库（IMDb）上《屍變》的资料（英文）
- Box Office Mojo上《Evil Dead》的資料（英文）
- 爛番茄上《Evil Dead》的資料（英文）
- Metacritic上《Evil Dead》的資料（英文）
- Evil Dead review[永久] from GoodMoviesBadMovies.com